# 개포운수
개포운수(開浦運輸)는 서울특별시 강남구에 있는 마을버스 업체로, 본사는 서울특별시 강남구 양재대로 486 (개포동)에 위치해 있다. 현재는 강남05번만을 보유하고 있다.

## 운행 노선
- ●  강남05번: 구룡마을 ↔ 석촌역 (구 강남마을 5번)

## 주요 차량
- 현대자동차 - 현대 그린시티
- 하이거 버스 - 하이거 하이퍼스 1609 EV